# Вулиця Степана Бандери (Хмельницький)
Ву́лиця Степа́на Банде́ри розташована у мікрорайоні Виставка. Пролягає від мосту через р. Південний Буг, перетинає проспект Миру, і продовжується до мікрорайону Озерна.

## Історія
Вулиця сформувалася ще за часів існування села Заріччя (приєднано до міста в 1946 р.), мала назву Центральна. В 1984 році перейменована на Маршала Рибалка — на честь Маршала Павла Рибалка, — радянського воєначальника, учасника збройного встановлення радянської влади в Україні, командувача 3-ю танковою армією у Другій світовій війні. В рамках декомунізації в лютому 2016 року вулицю перейменували на честь Степана Бандери (1909—1959) — теоретика і провідного діяча українського національно-визвольного руху 1930-50-х років, який став одним із символів української нації.

## Заклади комерції
- Степана Бандери, 2/1

Торгово-розважальний центр «Оазис» 

## Підприємства
Степана Бандери, 28. ЗАТ «Хмельницьклегпром». Історія становлення підприємства починається з 1981 року, коли розпочав свою діяльність цех надомної праці. У зв'язку зі збільшенням випуску продукції та спеціалізацією на швейному виробництві, в 1995 році було побудовано нові виробничі корпуси швейної фабрики на вул. Маршала Рибалка. Того ж року підприємство було реорганізоване на ЗАТ «Хмельницьклегпром», до складу якого сьогодні входять швейні фабрики у Хмельницькому, Летичеві, Волочиську, а також фірмовий Будинок моделей.

## Галерея

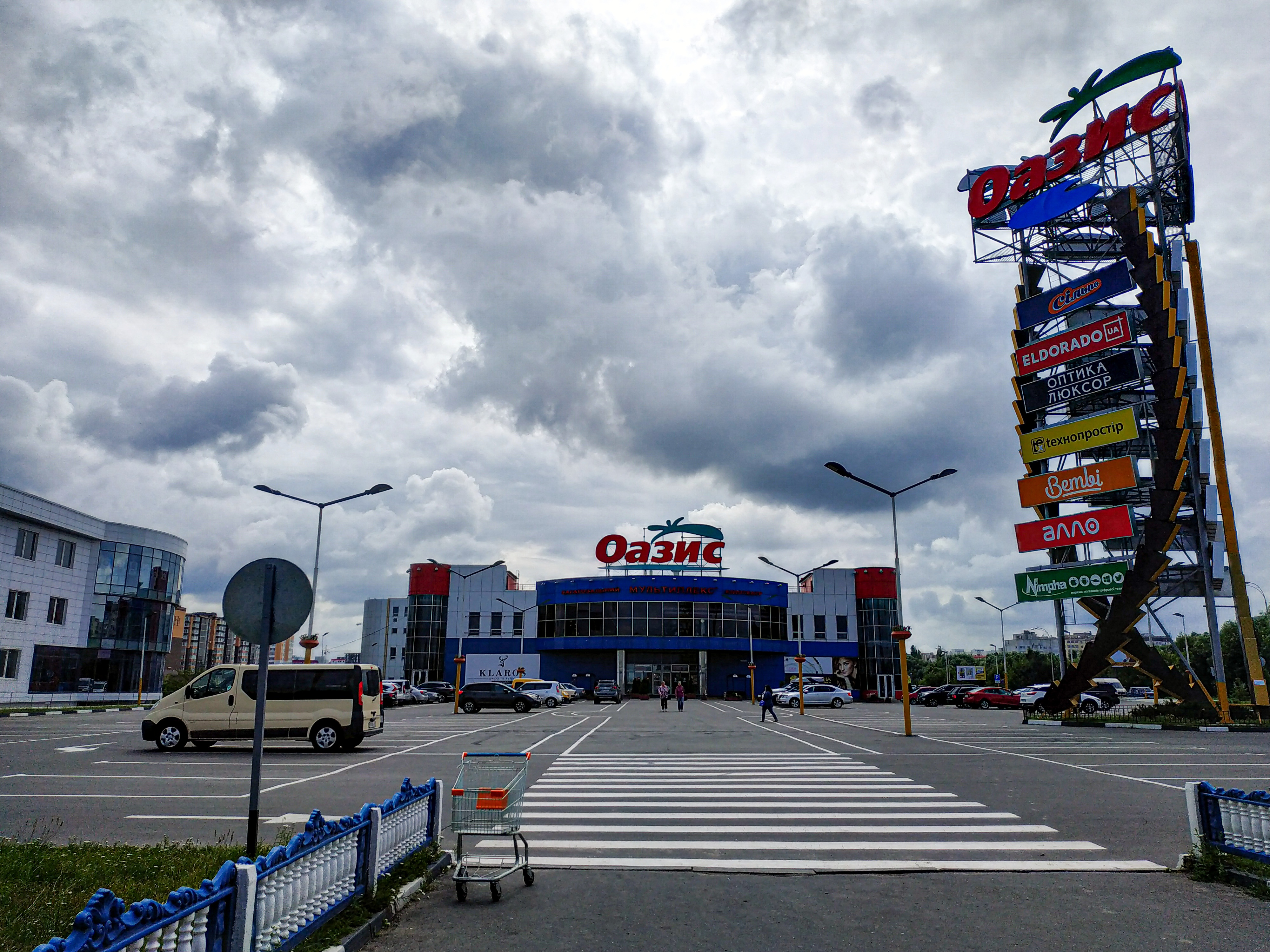
ТРЦ «Оазис»
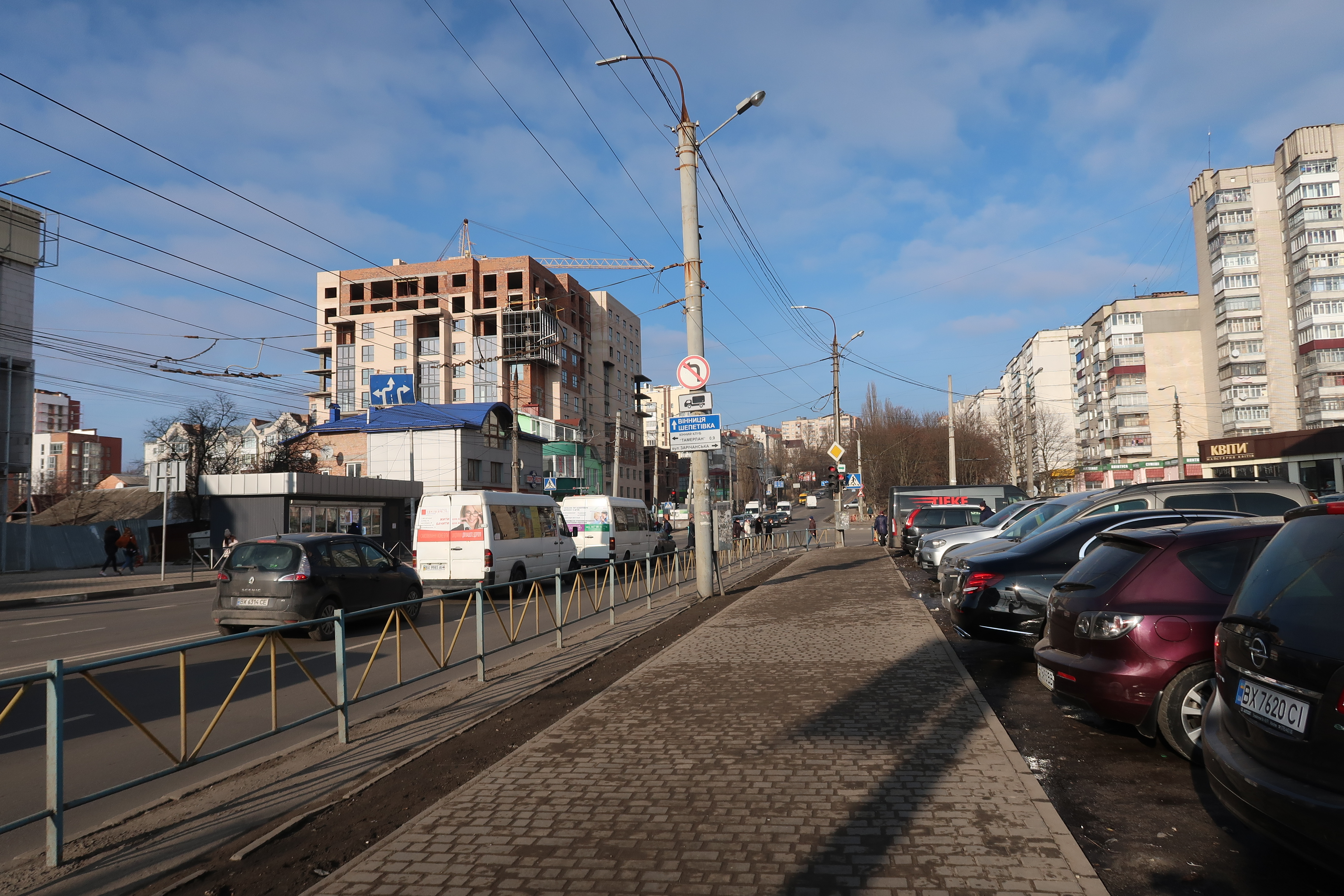
Вулиця Бандери
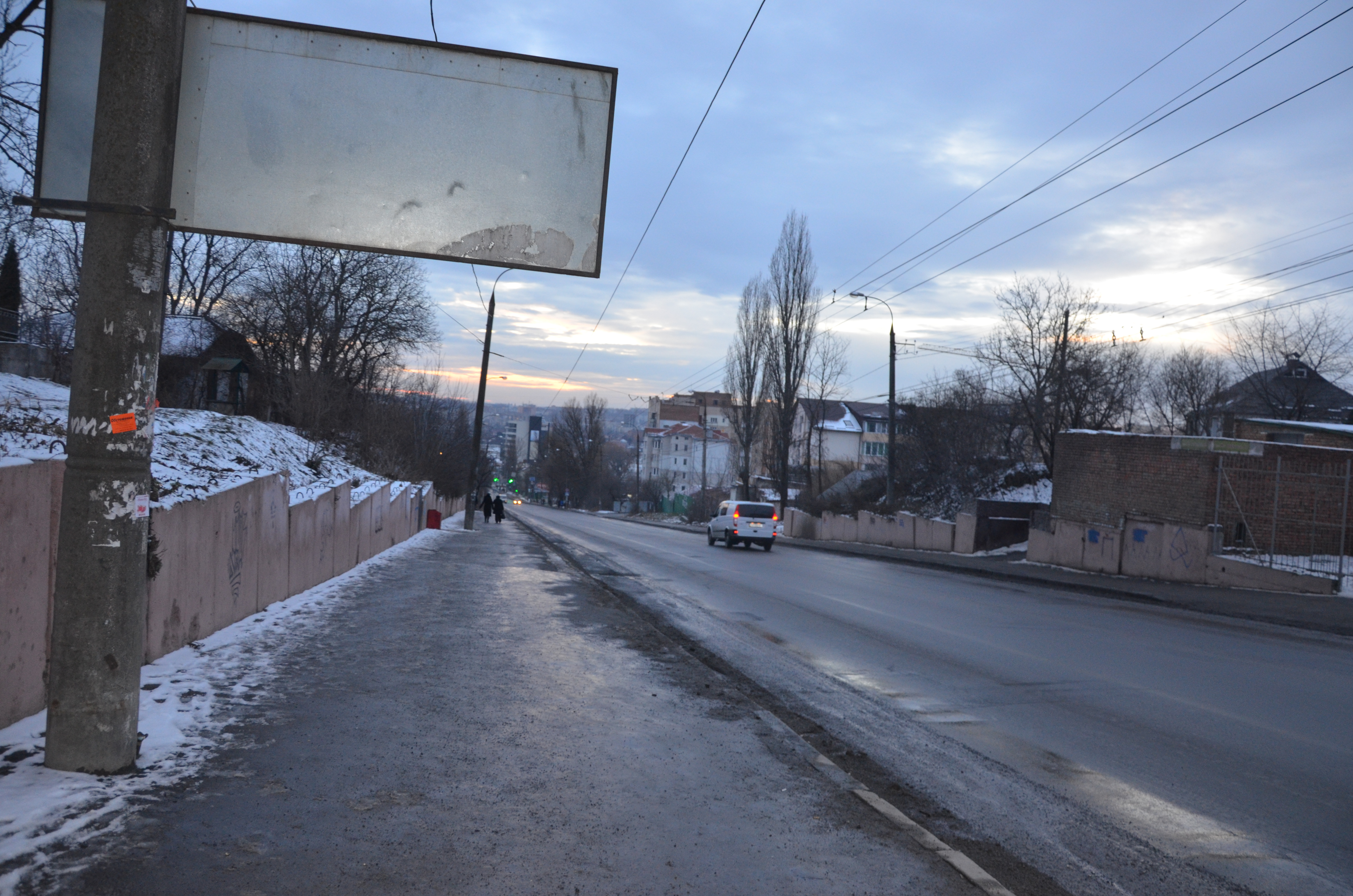
Вулиця Бандери
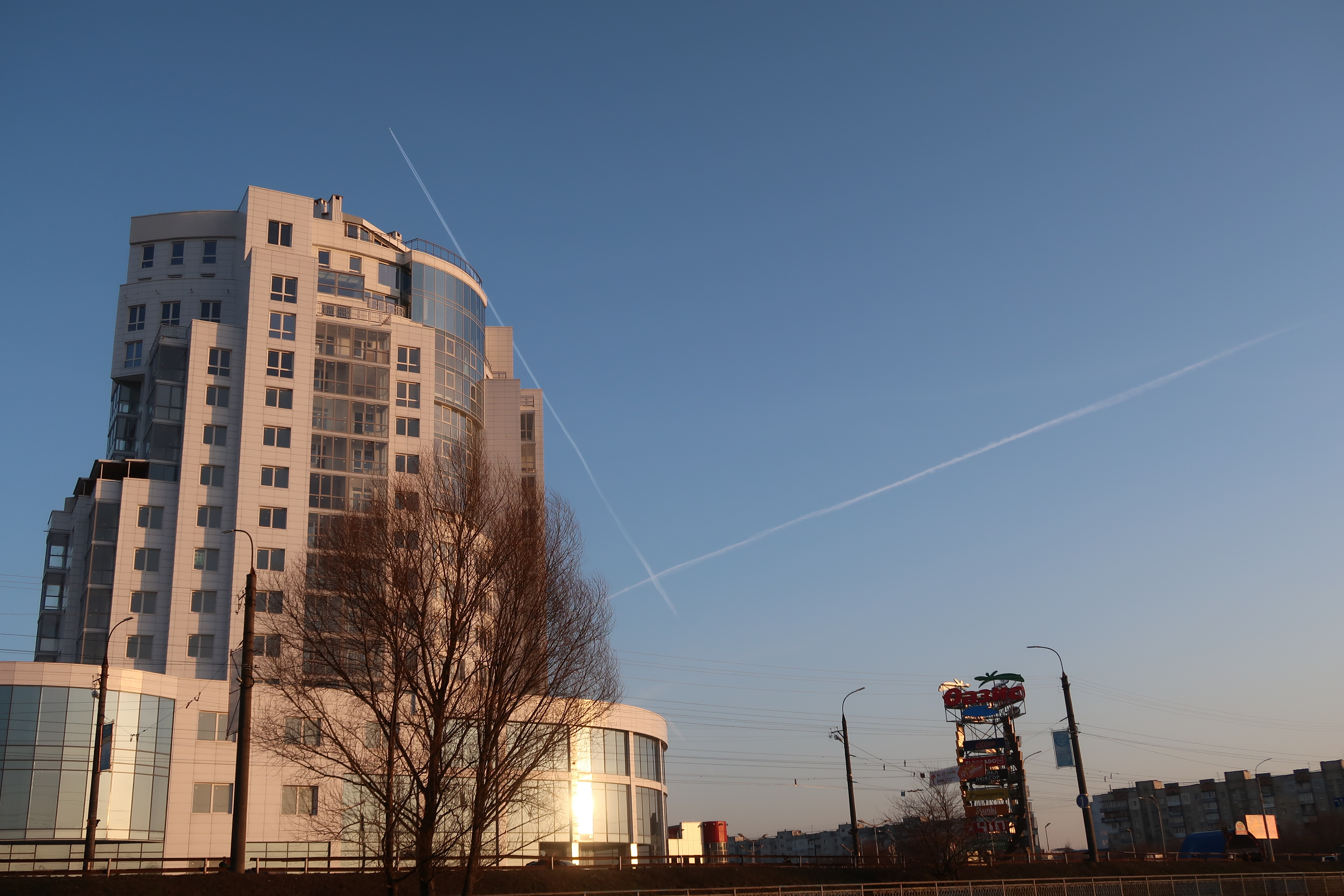
ТЦ Монблан на вулиці Бандери
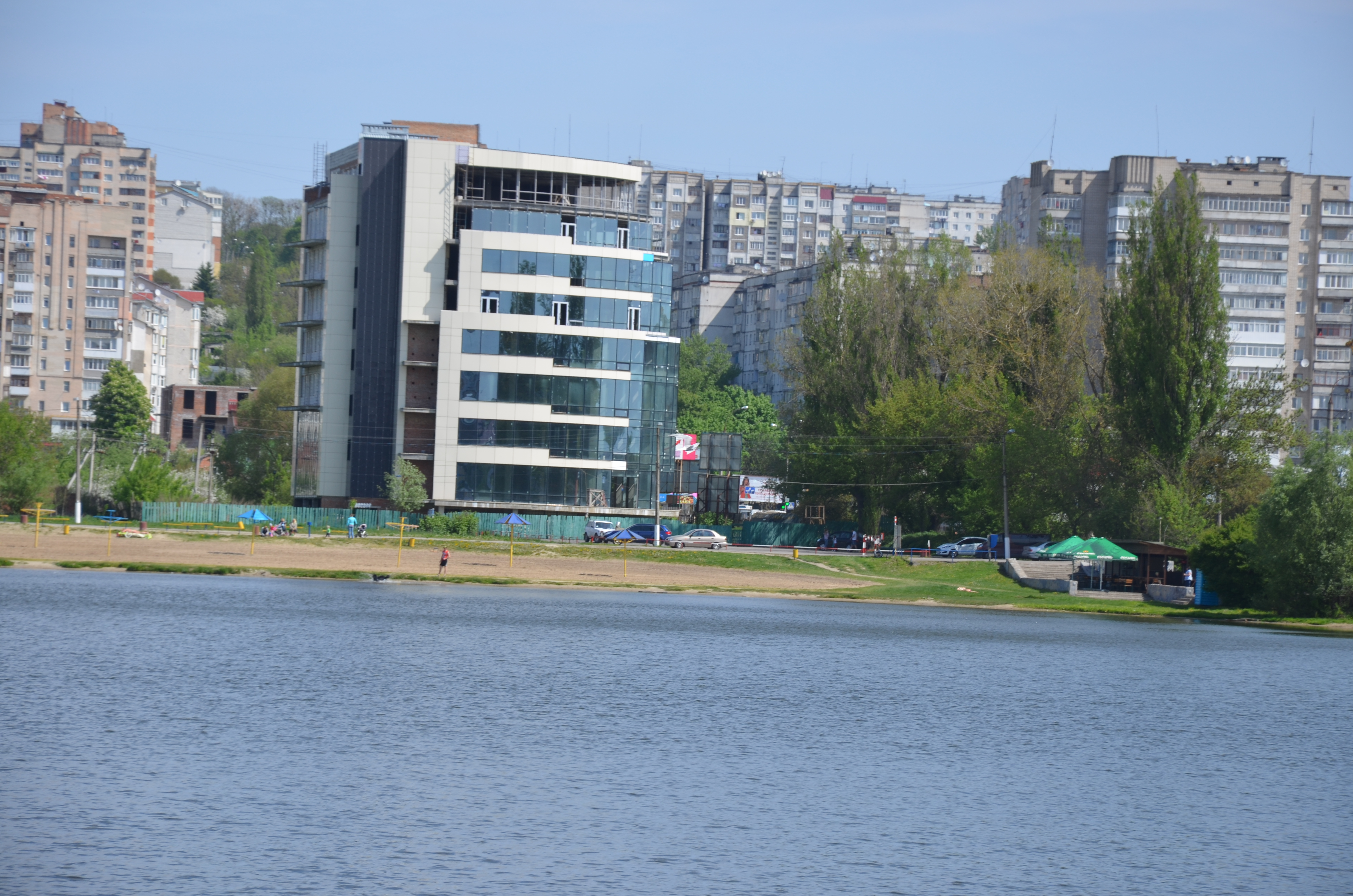
Вулиця Бандери та міський пляж